# Паклене улице 10
Паклене улице 10 (енгл. Fast X) је амерички акциони филм из 2023. године у режији Луја Летерјеа и наставак филма Паклене улице 9 из 2021. године. Сценарио потписују Џастин Лин и Дан Мазау из приче Мазауа, Лина и Зака Дина на основу ликова Герија Скота Томпсона, док су продуценти филма Нил Мориц, Вин Дизел, Лин, Џеф Киршенбаум и Саманта Винсент. Филмску музику је компоновао Брајан Тајлер. Ово је десети наставак из серијала Паклене улице.
У филму је представљена ансамблска подела улога коју чине Дизел, Џејсон Стејтам, Мишел Родригез, Џон Сина, Џејсон Момоа, Бри Ларсон, Тајрис Гибсон, Лудакрис, Џордана Брустер, Натали Емануел и Сунг Канг, док су у осталим улогама Скот Иствуд, Мајкл Рукер, Данијела Мелчиор, Алан Ричсон, Карди Би, Хелен Мирен, Рита Морено и Шарлиз Терон.
Званични наслов филма је откривен када је главно снимање почело у априлу 2022. Лин је касније тог месеца напустио место редитеља, наводећи креативне разлике, иако ће задржати заслуге за писање сценарија и продукцију. Летерје је затим ангажован као његова замена недељу дана касније. Снимање је трајало до августа 2022. године, одвијајући се у Лондону, Риму, Торину, Лисабону и Лос Анђелесу.
Дистрибуиран од стране Universal Pictures-а, филм је премијерно приказан 12. маја 2023. у Риму, док је у америчким биоскопима изашао недељу дана касније. Буџет филма је износио 340 милиона долара, што га чини четвртим најскупљим филмом свих времена. Наставак, Паклене улице 11, биће премијерно приказан 2025. године.

## Радња
Током својих мисија и упркос немогућим изгледима, Дом Торето (Вин Дизел) и његова породица надмудрили су, изнервирали и превозали сваког непријатеља који им се нашао на путу. Сада се суочавају са најсмртоноснијим противником до сада — застрашујућом претњом која се појављује из сенки прошлости, и која је, подстакнута крвном осветом, одлучна у намери да разбије ову породицу и уништи све и свакога, које Дом воли, заувек.
Године 2011. у филму Паклене улице 5, Дом и његова екипа решили су се злог бразилског шефа нарко картела, Ернана Рејеса (Жоаким де Алмеида), и обезглавили његову империју на мосту у Рио де Жанеиру. Оно што нису знали је да је Рејесов син Данте (Џејсон Момоа) сведочио свему томе и да је последњих 12 година провео осмишљавајући план како би Дому наплатио највећу цену.
Дантеов план распршиће Домову породицу, од Лос Анђелеса до Рима, од Бразила до Лондона и од Португала до Антарктика. Нови савези ће се исковати, а стари непријатељи ће се поново појавити. Али, све ће се променити када Дом буде открио да је његов осмогодишњи син (Лео Абело Пери) последња мета Дантеове освете.

## Улоге
| Глумац                 | Улога          |
| ---------------------- | -------------- |
| Вин Дизел              | Доминик Торето |
| Џејсон Стејтам         | Декард Шо      |
| Мишел Родригез         | Лети Ортиз     |
| Џон Сина               | Џејкоб Торето  |
| Џејсон Момоа           | Данте Рејес    |
| Бри Ларсон             | Тес            |
| Тајрис Гибсон          | Роман Пирс     |
| Крис „Лудакрис” Бриџиз | Теж Паркер     |
| Џордана Брустер        | Мија Торето    |
| Натали Емануел         | Ремзи          |
| Сунг Канг              | Хан Лу         |
| Скот Иствуд            | Ерик           |
| Мајкл Рукер            | Бади           |
| Карди Би               | Лејса          |
| Хелен Мирен            | Магдален Шо    |
| Рита Морено            | бака Торето    |
| Шарлиз Терон           | Сајфер         |